# Arcadia (groupe anglais)
Pour les articles homonymes, voir Arcadia.
Arcadia était un groupe pop rock britannique. Il est formé en 1985 par Nick Rhodes, Simon Le Bon et Roger Taylor, tous membres de Duran Duran, pendant une pause que s'accorde le groupe au firmament de leur succès. Ils sortent un seul disque, aux nombreux musiciens invités et considéré par certains comme le meilleur disque de Duran Duran, tant il sonne comme le groupe initial.

## Historique
En 1985, le groupe Duran Duran prend une pause et se sépare en deux formations : d'un côté, The Power Station formé par John Taylor et Andy Taylor, et de l'autre, Arcadia, formé par Nick Rhodes et Simon Le Bon. Le nom « Arcadia » provient du tableau de Nicolas Poussin, Et in Arcadia ego. 
Ils ne sortent qu'un seul album, So Red the Rose, avec des invités de renom comme Andy Mackay, le saxophoniste de Roxy Music, David Gilmour le guitariste de (Pink Floyd); Carlos Alomar, connu pour avoir travaillé avec David Bowie ; le pianiste de jazz fusion Herbie Hancock ; Sting (du groupe The Police, qui fait les chœurs sur le titre The Promise) ; Grace Jones (la voix parlée sur Election Day) ; le bassiste Mark Egan du groupe de Pat Metheny (The Promise, El Diablo et Lady Ice) ; et David Van Tieghem, un percussionniste de New York, performeur, batteur, ayant travaillé avec Talking Heads et Laurie Anderson.
Le groupe adopte un look particulier, différent de Duran Duran, par des vêtements gothiques, un look “vintage”, des cheveux longs noirs et au maquillage prononcé. Nick Rhodes reviendra cependant au blond platine à la fin du groupe, préparant ainsi son retour à Duran Duran.
Comme c'est la mode à l'époque (new wave, pop), Arcadia investit dans le clip vidéo en faisant appel à Roger Christian, Marcelo Anciano, Russell Mulcahy (déjà présent pour plusieurs clips pour Duran Duran dont The Wild Boys, entre autres réalisateur du film Highlander) et Dean Chamberlain. Dans le clip de The Flame, John Taylor (l'autre fondateur de Duran Duran, membre de Power Station) fait une brève apparition clin d'œil. Ils enregistrent aussi le single Say the Word pour le film Playing for Keeps (1986) de Harvey Bob Weinstein.
Alors que The Power Station — le supergroupe des deux autres membres de Duran Duran — connaîtra un 2e album 10 ans plus tard, avec des changements de membres, la "pause" Arcadia demeurera le groupe d'un seul disque. Duran Duran se reformera mais sans Andy Taylor, puis sans Roger Taylor et John Taylor, et connaîtra moins de succès qu'avant cette séparation, avant de revenir à la formation originale en 2001.

## Crédits

### Arcadia
- Simon Le Bon - chant
- Nick Rhodes - claviers
- Roger Taylor - batterie

### Autres
- Carlos Alomar : guitare
- David Gilmour : guitare sur The Promise  et Missing
- Mark Egan : basse sur The Promise, El Diablo et Lady Ice
- Pierre Defaye : violon
- Jean-Claude Dubois : harpe
- Herbie Hancock : piano
- Grace Jones : soliloque sur Election Day
- Andy Mackay : saxophone
- Sting : chœurs sur The Promise
- David Van Tieghem : percussions
- Rafael Dejesus : percussions
- Steve Jordan : percussions

## Discographie

### Album studio
| Année | Détails                                                                  | Meilleure position | Meilleure position | Meilleure position | Meilleure position | Meilleure position | Certifications                     |
| Année | Détails                                                                  | US                 | UK                 | SUÈ                | N.-Z.              | CAN                | Certifications                     |
| ----- | ------------------------------------------------------------------------ | ------------------ | ------------------ | ------------------ | ------------------ | ------------------ | ---------------------------------- |
| 1985  | So Red the Rose - Sortie : novembre 1985 - Label : Capitol Records / EMI | 23                 | 30                 | 48                 | 22                 | 14                 | - US : Platine - CAN : 2 × Platine |

### Singles
| 1985                                            | Election Day       | 6  | 29 | 7  | 4 | 7 | 12 | 18 | 5  | So Red the Rose                      |
| 1986                                            | Goodbye Is Forever | 33 | —  | —  | — | — | —  | —  | —  | So Red the Rose                      |
| 1986                                            | The Promise        | —  | —  | 37 | — | — | —  | —  | 24 | So Red the Rose                      |
| 1986                                            | The Flame          | —  | —  | 58 | — | — | 38 | —  | 29 | So Red the Rose                      |
| 1986                                            | Say the Word       | —  | —  | —  | — | — | —  | —  | —  | Bande originale de Playing for Keeps |
| « — » signifie que le titre n'a pas été classé. |                    |    |    |    |   |   |    |    |    |                                      |